# Voyer
Voyer település Franciaországban, Moselle megyében. Lakosainak száma 449 fő (2022. január 1.). Voyer Abreschviller, Hartzviller, Nitting és Troisfontaines községekkel határos.

## Népesség
A település népessége az elmúlt években az alábbi módon változott:
| Lakosok száma | 437  | 439  | 458  | 452  | 456  | 458  | 458  | 453  | 449  |
|               | 2013 | 2015 | 2016 | 2017 | 2018 | 2019 | 2020 | 2021 | 2022 |